# Oxendolone
Oxendolone, bán dưới tên thương hiệu Prostetin và Roxenone, là một antiandrogen và progestin thuốc được sử dụng trong Nhật Bản trong điều trị tuyến tiền liệt mở rộng. Tuy nhiên, việc sử dụng này đang gây tranh cãi do lo ngại về hiệu quả lâm sàng của nó. Oxendolone không hiệu quả bằng đường uống và phải được tiêm bằng cách tiêm bắp.
Oxendolone là một antiandrogen, và do đó là một nhân vật phản diện của thụ thể androgen, các mục tiêu sinh học của nội tiết tố androgen như testosterone và dihydrotestosterone. Nó cũng là một proestin, hoặc proestogen tổng hợp, và do đó là một chất chủ vận của thụ thể progesterone, mục tiêu sinh học của proestogen như progesterone. Do hoạt động proestogen của nó, oxendolone có tác dụng antigonadotropic. Oxendolone không có hoạt động nội tiết tố quan trọng khác.
Oxendolone được giới thiệu cho sử dụng y tế vào năm 1981. Nó chỉ được sử dụng ở Nhật Bản.

## Sử dụng trong y tế
Oxendolone được sử dụng trong điều trị tăng sản tuyến tiền liệt lành tính (BPH) tại Nhật Bản. Nó đã được sử dụng với liều 200 mg cứ sau 2 lần/tuần qua tiêm bắp. Mặc dù nó được chấp thuận để điều trị HA ở Nhật Bản, những lo ngại đã được đặt ra về việc sử dụng nó cho tình trạng này do hiệu quả kém được thấy trong các thử nghiệm lâm sàng.

## Dược lý

### Dược lực học
Oxendolone liên kết với thụ thể androgen (Ki = 320 nM) và thụ thể progesterone (Ki = 20 nM) và hoạt động như một chất ức chế yếu nhưng có liên quan đến lâm sàng của 5α-reductase (IC50 = 1,4 μM). Ái lực liên kết tương đối của oxendolone đối với thụ thể androgen là 0,8 đến 3,6% so với metribolone. Oxendolone không phải là chất đối kháng thầm lặng của thụ thể androgen mà chủ yếu là đối kháng với hoạt động chủ vận yếu; vì lý do này, nó đã được mô tả như một bộ điều biến thụ thể androgen chọn lọc. Thuốc có tác dụng kháng antigonadotropic mạnh thông qua hoạt động proestogen của nó. Nó đã được tìm thấy để ức chế nồng độ hormone luteinizing và testosterone ở mức tương đương như allylestrenol và chlormadinone axetat, hai loại proestin được sử dụng tương tự ở liều cao để điều trị HA 

### Dược động học
Sinh khả dụng đường uống của oxendolone ở chó là cực kỳ thấp, nhiều nhất là 1%. Do sinh khả dụng đường uống thấp, oxendolone được tiêm bằng cách tiêm bắp ở người. Thời gian bán hủy của nó thông qua tuyến đường này là 5.0 đến 6.6 ngày.

## Hóa học
Oxendolone, còn được gọi là 16β-ethyl-19-nortestosterone hoặc 16β-ethylestr-4-en-17β-ol-3-one, là một steroid estrane tổng hợp và là dẫn xuất của testosterone và 19-nortestosterone (nandrolone).
Este axetat của oxendolone được gọi là TSAA-328, trong khi este caproate của oxendolone được gọi là TSAA-330. Họ không bao giờ được bán trên thị trường.

## Lịch sử
Oxendolone đã được bán tại Nhật Bản bởi Takeda từ năm 1981.

## Xã hội và văn hoá

### Tên gốc
Oxendolone là tên gốc của thuốc và INN, USAN và JAN. Nó cũng được biết đến với tên mã phát triển TSAA-291.

### Tên thương hiệu
Oxendolone đang hoặc đã được bán dưới tên thương hiệu Prostetin và Roxenone.

### Tính khả dụng
Oxendolone chỉ được bán trên thị trường Nhật Bản.